# بطولة تونس لكرة السلة للرجال 1987–88
بطولة تونس لكرة السلة للرجال 1987–88 هو الموسم رقم 33 من بطولة تونس لكرة السلة للرجال.

فاز بهذا الموسم النجم الأولمبي لحلق الوادي والكرم.

## روابط خارجية
- الموقع الرسمي للجامعة التونسية لكرة السلة.